# Sokół V Bydgoszcz
OPN Sokół V Bydgoszcz – bydgoski klub sportowy założony w sierpniu 1925 roku przy gnieździe Sokoła w bydgoskiej dzielnicy Okole-Wilczak. Przez 7 sezonów (1933-1939) piłkarze tego klubu grali w klasie B Pomorskiego Związku Okręgowego Piłki Nożnej. Klub został rozwiązany.

## Historia
Klub założono na początku sierpnia 1925 roku. Swój pierwszy mecz drużyna rozegrała 9 sierpnia 1925 r. z Polonią Więcbork, wygrywając 5:0. Największe sukcesy klub odnosił w sezonach 1934 i 1935. W 1934 odpadł w barażach o A-klasę z Unią Tczew a rok później z Bałtykiem Gdynia i KS Kabel Polski Bydgoszcz.